# مترو ۲۰۳۳ (داستان)
مترو ۲۰۳۳ (به روسی: Метро 2033) نام یک رمان پسارستاخیزی از دیمیتری گلوخوفسکی داستان نویس روسی است که در سال ۲۰۰۲ منتشر شد. داستان در متروی مسکو اتفاق می‌افتد در این داستان پس از یک هولوکاست هسته‌ای افرادی که جان سالم به در برده‌اند در تونل‌های مترو پناه می‌گیرند.
برپایهٔ این داستان یک بازی ویدیویی به همین نام در سال ۲۰۱۰ ساخته شده‌است.

## استقبال
تا سال ۲۰۱۰ نزدیک به ۵۰۰ هزار نسخه از این کتاب تنها در روسیه فروش رفت و پیش از آنکه کتاب چاپ شود دو میلیون نفر کتاب را در وبسایتش خواندند.
دیمیتری گلوخوفسکی در سال ۲۰۱۰ جایزهٔ شجاعت را از جامعهٔ علمی تخیلی اروپا دریافت کرد.